# Ču-jin fu-chao
Bopomofo (oficiálně 注音符號, ču-jin fu-chao, zhuyin fuhao – „fonetické znaky“) je čínské písmo, vytvořené na počátku dvacátého století jako fonetická alternativa znakového písma.
Byla vytvořena Výborem pro sjednocení výslovnosti v letech 1912–1913, formálně vyhlášena byla v roce 1928. Zhruba od padesátých let bylo v pevninské Číně vytlačováno pchin-jinem (pinyinem), tedy upravenou latinkou, na Tchaj-wanu se však bopomofo stále běžně používá k výuce znaků na základních školách a také jako způsob zadávání čínských znaků do počítačů a mobilních telefonů, i na Tchaj-wanu se však od bopomofa upouští ve prospěch latinky (viz také tchajwanský pchin-jin).[zdroj?] Je používán jako primární písmo pro některé domorodé tchajwanské jazyky a je na něm také založena čínská varianta Braillova písma.
Cílem bopomofa nebylo nahradit znakové písmo, ale umožnit pomocný fonetický přepis čínštiny pro vědecké a výukové účely. Znaky písma bopomofo vytvořil filolog a kaligraf Čang Ping-lin zjednodušením čínských znaků, převážně různých starobylých a zaniklých variant. Znaků je třicet sedm, zastupují hlásky a některé hláskové skupiny tak, aby bylo možné zapsat všechny čínské slabiky (později bylo připojeno několik dalších znaků pro vyjádření nářečních hlásek). Tóny se v bopomofo značí diakritikou, píše se zleva doprava.
| Bopomofo | Pinyin | Český přepis |
| -------- | ------ | ------------ |
| ㄅ       | b      | p            |
| ㄆ       | p      | pch          |
| ㄇ       | m      | m            |
| ㄈ       | f      | f            |
| ㄉ       | d      | t            |
| ㄊ       | t      | tch          |
| ㄋ       | n      | n            |
| ㄌ       | l      | l            |
| ㄍ       | g      | k            |
| ㄎ       | k      | kch          |
| ㄏ       | h      | ch           |
| ㄐ       | j      | ť            |
| ㄑ       | q      | čch          |
| ㄒ       | x      | s            |
| ㄓ       | zh     | č            |
| ㄔ       | ch     | čch'         |
| ㄕ       | sh     | š            |
| ㄖ       | r      | ž            |
| ㄗ       | z      | c            |
| ㄘ       | c      | cch          |
| ㄙ       | s      | s            |
| ㄧ       | i, y   | '            |
| ㄨ       | u, w   | ü            |
| ㄩ       | ü, yu  | u            |
| ㄚ       | a      | a            |
| ㄛ       | o      | o            |
| ㄜ       | e      | e            |
| ㄝ       | ê      | e            |
| ㄞ       | ai     | aj           |
| ㄟ       | ei     | ej           |
| ㄠ       | ao     | ao           |
| ㄡ       | ou     | ou           |
| ㄢ       | an     | an           |
| ㄣ       | en     | en           |
| ㄤ       | ang    | ang          |
| ㄥ       | eng    | eng          |
| ㄦ       | er     | er           |
| ㄭ       | -i     | i            |